# Saint-Maurice-en-Chalencon
Saint-Maurice-en-Chalencon é uma comuna francesa na região administrativa de Auvérnia-Ródano-Alpes, no departamento de Ardèche. Estende-se por uma área de 7,81 km². Em 2010 a comuna tinha 220 habitantes (densidade: 28,2 hab./km²).